# Distretto di Pune
Il distretto di Pune è un distretto del Maharashtra, in India, di 7 224 224 abitanti. È situato nella divisione di Pune e il suo capoluogo è Pune.